# Si può (veramente?!) vivere così?
Si può (veramente?!) vivere così? è un saggio antologico del sacerdote cattolico e teologo Luigi Giussani, fondatore del movimento Comunione e Liberazione, pubblicato nel 1996.

## Storia editoriale

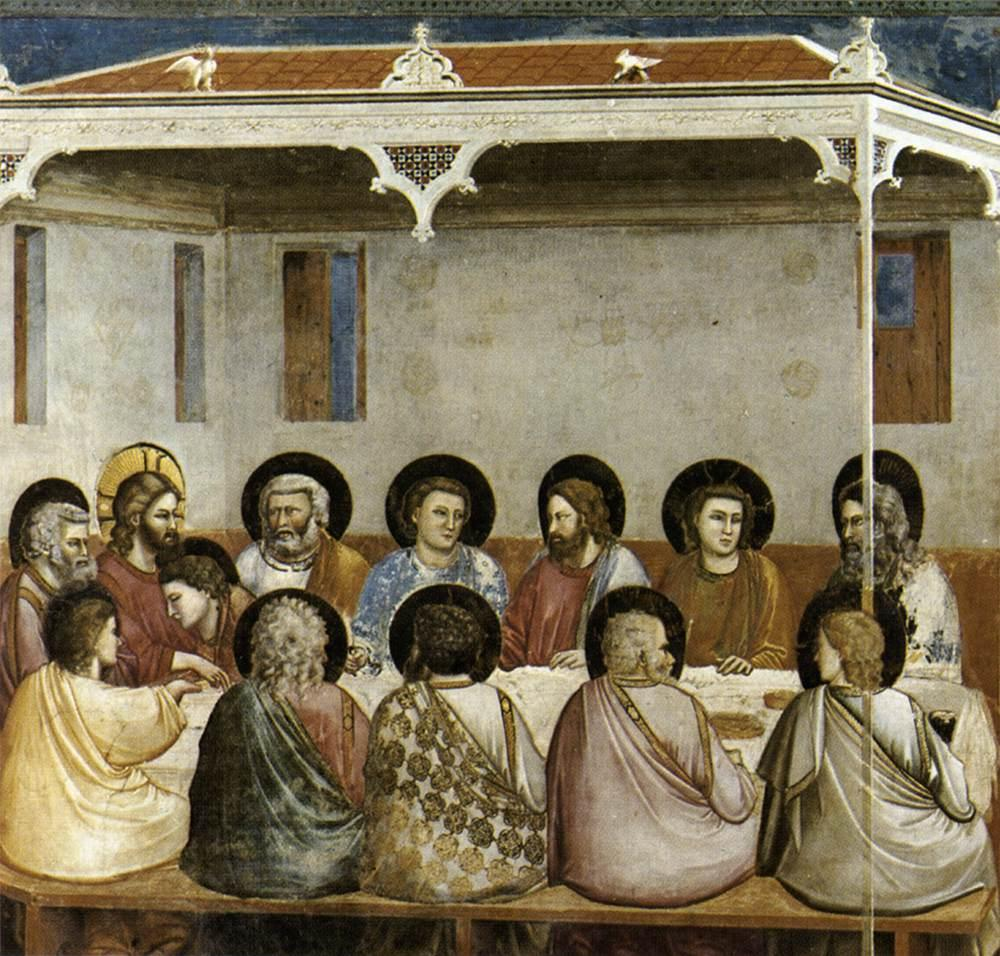
Un particolare dell'affresco Ultima cena di Giotto nella Cappella degli Scrovegni a Padova compare sulla copertina di Si può (veramente?!) vivere così?.

Il libro contiene la trascrizione di dialoghi intessuti dall'autore tra il 1994 e il 1996 con gruppi di giovani decisi ad impegnare la propria vita in una forma di dedizione totale con Cristo nell'esperienza dei Memores Domini; tali dialoghi avevano come testo di riferimento Si può vivere così? pubblicato nel 1994. Il nuovo libro costituisce quindi un approfondimento del precedente di cui risulta essere una sorta di seguito, mantenendone inalterata la forma editoriale e la struttura come i titoli dei capitoli.

## Edizioni
- Luigi Giussani, Si può (veramente?!) vivere così?, BUR Rizzoli, I libri dello spirito cristiano, 1996,  p. 630, ISBN 88-17-11136-8.